# Petrus Philippus Paul
Petrus Philippus Paul ('s-Gravenpolder, 23 januari 1892 – Nieuwer-Amstel, 7 oktober 1960) was een Nederlands politicus.
Hij werd op Zuid-Beveland geboren als zoon van Simon Paul (1860-1939; landbouwer) en Neeltje van der Poel (1860-1934). Hij was lange tijd als ambtenaar werkzaam bij Provinciale Waterstaat in Zeeland; aanvankelijk in Terneuzen en later in Middelburg. In die laatste plaats kwam hij voor de SDAP in de gemeenteraad en hij is daar ook wethouder geweest. In 1942 werd hij door de Duitsers gegijzeld. Na de bevrijding werd hij in Goes secretaris van het bureau Zeeland van Nederlands Volksherstel. Vanaf 16 januari 1947 was Paul de burgemeester van Broek in Waterland. Hij vroeg per 1 februari 1957 ontslag aan dat hem bij koninklijk besluit eervol werd verleend. Drieënhalf jaar later overleed hij op 68-jarige leeftijd.
Hijzelf was getrouwd met Johanna Butler. In Broek in Waterland is het 'Burgemeester P.Ph. Paulplantsoen' naar hem vernoemd.